# Богословский, Борис Борисович
Бори́с Бори́сович Богосло́вский (10 марта 1916, Москва — 1 мая 1989, там же) — советский гидролог и озеровед, доктор географических наук (1962), профессор (1964).

## Биография
Родился 10 марта 1916 года в Москве. В 1936 году поступил в Московский гидрометеорологический институт, позже перевёлся на географический факультет Ленинградского государственного университета («Гидрология суши»). Защиту дипломной работы осуществил 23 июня 1941 года, на второй день Великой Отечественной войны. В октябре 1941 года начал работу в качестве инженера Рыбинской гидрометеорологической станции, позже призван в РККА. Участник битвы за Москву, сражений на Западном и Донецком фронтах, демобилизован в июле 1945 года в звании старшего техника-лейтенанта.
После войны Богословский поступил в аспирантуру МГУ, научный руководитель — С. Д. Муравейский. Защитил в 1947 году кандидатскую диссертацию «Термический режим Глубокого озера в безлёдный период». После защиты работал доцентом на кафедре гидрологии и геоморфологии Черновицкого государственного университета в 1947—1949 годах. В 1949 году вернулся в МГУ на кафедру гидрологии суши, где занимался научной и учебной работой. Лауреат премии имени Ломоносова (1951) за совместный научный труд «Природа и сельское хозяйство Западного Прикаспия».
В 1955 году Б. Б. Богословский выпустил вместе с С. Д. Муравейским книгу «Очерки по озероведению» — первое учебное пособие по этому предмету, позже переведённое на китайский. Занимался позже лимнологией (озероведением), автор статьи «Озероведение» в 30-м томе Большой советской энциклопедии. В 1957 году выступил на III Всесоюзном гидрологическом съезде с докладом «О районировании озёр СССР по водному балансу». В 1960 году издал учебник «Озероведение», за который получил степень доктора географических наук в 1962 году. Позже публиковал работы по разным вопросам лимнологии в известных советских научных изданиях («Режим Можайского водохранилища летом 1960 г.», «Озеро Глубокое», «Загадки озёр» и др.).
С 1963 года Б. Б. Богословский — профессор кафедры гидрологии суши МГУ, читал там курс «Озероведение». С 1965 года — сотрудник лаборатории озероведения (позже — институт озероведения) при отделении геолого-географических наук АН СССР, занимался там вопросами формирования водных масс крупных озёр северо-запада Европейской территории России; на базе исследований подготовил статьи по водообмену Ладожского и Онежского озёр. В 1970—1972 годах преподавал на кафедре физической географии СССР Белорусского государственного университета, автор учебника «Основы гидрологии суши». Сотрудник Ленинградского гидрометеорологического института в 1974—1989 годах: заведующий кафедрой инженерной гидрологии до 1980 года, профессор кафедры гидрологии суши с 1980 года. Читал профилирующий курс «Общая гидрология».
Борис Борисович занимался изучением закономерностей водообмена и формирования водных масс крупных озер, подобием озёр и водохранилищ, водным балансом водоёмов. Основной вклад внёс в совершенствование планов работы по вопросам гидрологии озёр и водохранилищ. В 1975—1985 годах силами преподавателей и студентов Ленинградского гидрометеорологического института проводились работы по оценке рыбохозяйственных возможностей озер Ленинградской области (до 1980 года Богословский был руководителем и инициаторов всех работ). Автор учебников и учебных пособий по гидрологии озёр и водохранилищ, в том числе «Общей гидрологии» и трёх томов учебных пособий по гидрологии водохранилищ (соавторы Ю. М. Матарзин и И. К. Мацкевич). Действительный член Всесоюзного географического общества, глава гидрологической комиссии.
Награждён Орденом Отечественной войны II степени 12 ноября 1988 года.
Скончался 1 мая 1989 года в Москве.